# 高橋秀和
高橋 秀和（たかはし ひでかず、1970年4月25日 - ）は、NHKのアナウンサー。

## 人物
岩手県立盛岡南高等学校を経て日本大学卒業後、1993年入局。
- 好きな食べ物は麺類全般。
- 延べ8箇所の赴任先の内、出身地の岩手県を含む5箇所が北海道及び東北地方。

## 現在の出演番組
- NHKニュースおはよう北海道
  - 平日キャスター[注釈 1]（2024年4月1日 - 2025年3月）（松本真季と隔週で担当）[1]
  - 土曜プラスキャスター（2025年4月 - ）[2]
- 北海道のニュース
- ニュース北海道645（不定期）
- ほっとニュース845（不定期）

## 過去の出演番組
青森放送局時代
- 青森県のニュース・中継・リポート

山形放送局時代
- 街角ゆうがたライブ
- 山形県のニュース・中継・リポート
- 東北発見 みちのく生活塾

仙台放送局時代
- おはよう東北
- 宮城県・東北地方のニュース・中継・リポート

甲府放送局時代
- 山梨県のニュース・中継・リポート
- いいじゃん山梨510

京都放送局時代
- 趣味悠々　茶の湯を楽しむ（進行役　2009年2月 - 3月）

盛岡放送局時代
- 岩手県のニュース・中継・リポート

札幌放送局時代（1度目）
- 北海道まるごとラジオ
- 北海道のニュース
- NHKニュースおはよう北海道（キャスター・高橋美鈴と隔週で担当：2016年8月8日 - 2017年3月31日）

室蘭放送局時代
- 「民族共生象徴空間（ウポポイ）」 - 北海道白老郡白老町 - 開業当日の中継（2020年7月12日）

ラジオセンター時代
- ディレクター業務